# Süss fel, nap!
A Süss fel, nap! egy közkedvelt, sokak által ismert magyar gyermekdal. A naphívogató szövegben a kutatók az ősi hitvilág és szertartások maradványát vélik felfedezni.
A dalt Sztankó Béla gyűjtötte. Kiss Áron 1891-ben kiadott Magyar gyermekjáték gyűjteményében jelent meg. Mikszáth Kálmán megemlíti a dalt Húsvét című karcolatában.
Feldolgozások:
| Szerző         | Mire              | Mű                                                   | Előadás |
| -------------- | ----------------- | ---------------------------------------------------- | ------- |
| Bartók Béla    | zongora           | Gyermekeknek, I. kötet, 2. darab                     | [ 2 ]   |
| Kodály Zoltán  | gyermekkar        | Méz, méz, méz, 2. dal                                | [ 3 ]   |
| Petrovics Emil | fuvola és zongora | Magyar gyermekdalok fuvolára és zongorára, 14. darab |         |

## Kotta és dallam
| Süss fel, nap! Fényes nap! kertek alatt a ludaim megfagynak. | ① |

## Szövege idegen nyelveken
| Come out, sun, Bright sun! My little geese are freezing in the garden. | Sors, soleil, Brillant soleil! Mes petites oies se gèlent dans le jardin. | ¡Sal, sol, Sol luciente! Mis oquitas se están helando en el jardín. |

## Felvételek
- Süss fel nap! OviTévé  YouTube (2015. február 4.)  (Hozzáférés: 2016. május 21.) (videó)
- Süss fel nap ! Magyar népdal feldolgozás - Rise up ,Sun ! Hungarian folk song cover. Énekel:Nagy Regina (6 éves)  YouTube (2014. október 2.)  (Hozzáférés: 2016. május 21.) (videó)